# Aluminosi

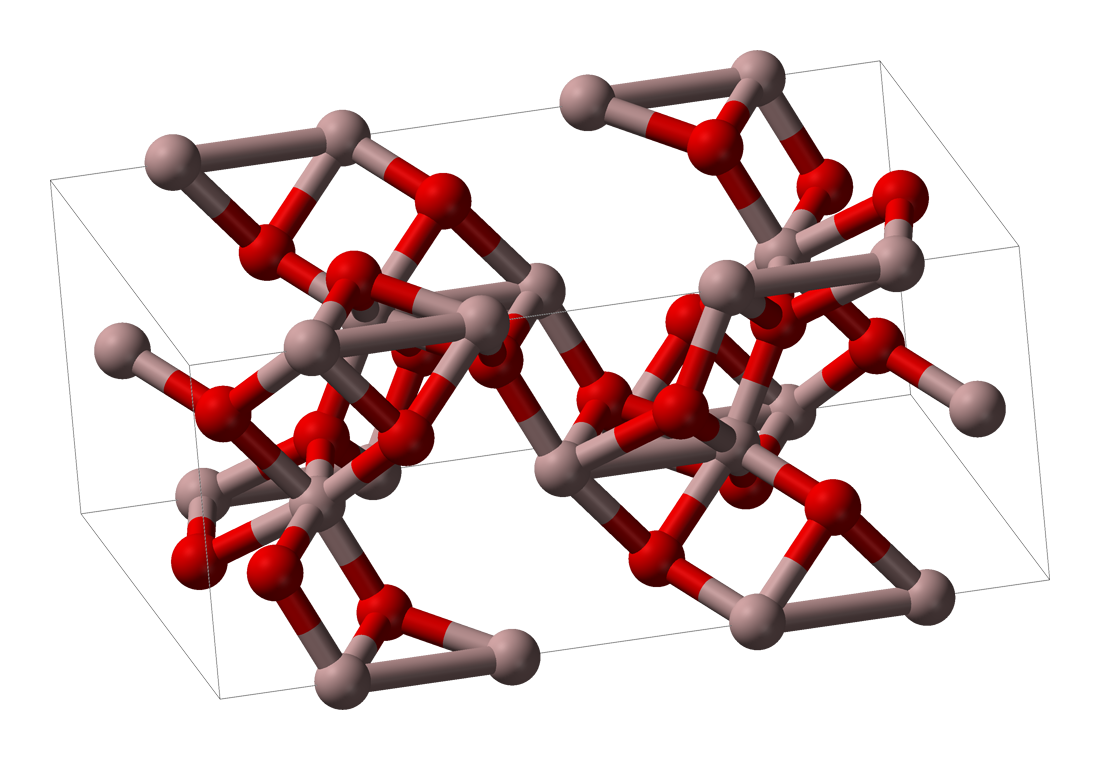
Cel·la unitària de l'alúmina que es presenta en el ciment aluminós.

Aluminosi és una patologia del formigó provocat pel tipus de ciment que s'utilitzava a Espanya per a la construcció d'edificis aproximadament entre 1950 i 1970.
L'anomenat ciment aluminós (CAC-R), amb una gran quantitat d'alúmina que prenia més de presa, es feia servir en la fabricació de certes bigues dels edificis. Amb el pas del temps el formigó es feia menys resistent i més porós i posa en perill l'estabilitat de l'edifici.
Amb temperatures altes i humitat elevada l'estructura del ciment aluminós passa del sistema cristal·lí hexagonal al cúbic que és una estructura més densa, amb això les partícules de ciment ocupen menys espai i, per tant, l'estructura global té més porositat i perd resistència mecànica. Si no es presenta l'alta humitat i temperatura funciona correctament.
L'Estadi Vicente Calderón va ser un cas d'aluminosi que va ser restaurat. A Barcelona per l'alta humitat marítima alguns edificis amb aluminosi van haver de ser derruïts.
Per a determinar la presència de ciment aluminós en una estructura cal analitzar una mostra del formigó. Des de l'any 1991, el Col·legi d'Aparelladors, Arquitectes Tècnics i Enginyers d'Edificació de Barcelona (CAATEEB) disposa d'un servei, anomenat Test Aluminós. Aquest Test Aluminós, és un mètode ràpid i fiable. Només cal extreure’n una o diverses mostres de diferents parts de l'edifici (aproximadament de la mida d'un encenedor), fer-la arribar al Col·legi i omplir una fitxa Test Aluminós per a cada mostra. Les mostres són enviades al laboratori, on es determinarà el tipus de conglomerat utilitzat mitjançant la prova de l'oxina del BRE. Segons el tipus de precipitat de la mostra s'obtenen tres possibles resultats:
- Ciment aluminós
- No és ciment aluminós
- No ha estat possible definir-lo: cal determinar-lo amb altres tècniques experimentals.[2]